# Great Mercury Island
Great Mercury Island (Maori Ahuahu) ist die größte Insel der Inselgruppe der Mercury Islands, die mit ihren sieben Inseln zu Neuseeland gehört.

## Geographie
Die Inselgruppe, zu der die Insel gehört, befindet sich nordöstlich der Coromandel Peninsula im Norden der Nordinsel von Neuseeland. Innerhalb der Inselgruppe stellt sie mit 18,72 km² die mit Abstand größte Insel dar und liegt westlich bis nordwestlich der andere sechs Inseln. Great Mercury Island erstreckt sich über 9,3 km in Nordwest-Südost-Richtung und misst an der breitesten Stelle rund 5,0 km. Die höchste Erhebung befindet sich mit dem 231 m hohen Mohi Mountain im südöstlichen Teil der Insel.
Administrativ zählt die Insel mit der Inselgruppe zu der Region Waikato.

## Geologie
Great Mercury Island bestand ursprünglich aus zwei Inseln, die im Laufe der Jahrtausende durch eine relativ stabile Sandfläche von geringerer Höhe verbunden sind. Die nördliche Hälfte der Insel besteht geologisch gesehen aus Andesit, einem vulkanischen Gestein, dass über dem Rhyolith gelagert ist, wogegen der südliche Teil der Insel gänzlich aus Rhyolith besteht, das ebenfalls auf vulkanische Aktivitäten hinweist. Diese lassen sich auf eine Zeit von vor 2 bis 5 Millionen Jahren zurückdatieren und können dem Pleistozän, Pliozän und Miozän zugeordnet werden.

## Geschichte
Auf der Insel sind die Überreste von 23 Pās nachzuweisen und sind damit ein Beleg für eine ursprünglich dichte Besiedelung der Insel durch Māori. Gezogene Gräben weisen auf Verteidigungslinien der kleinen Dörfer hin und im nördlichen Teil der Insel zeigen angeordnete Steine die Anlage von Gärten. Auch kann man an einigen Standorten die Verarbeitung von Basalt nachweisen, sowie rechteckige Groben, in denen Kūmara gelagert wurde.
Im Jahr 2009 nahm ein heftiger Sturm rund 10 Meter des Sandstrandes an der Mitte der Insel weg und legte Stellen frei, an denen Muschelschalen, Säugetierknochen, Fisch- und Hundeknochen gefunden wurden. Diese ließen sich mittels der Radiokarbonmethode auf die späten 1400 Jahre datieren.
Mercury Islands wurde die Inselgruppe 1769 von dem Seefahrer und Kapitän James Cook benannt und 1827 bekam die Inselgruppe mit Iles d'Haussez noch zusätzlich einen französischen Namen durch den Seefahrer und Kapitän Dumont d’Urville verliehen. Zwischen den Jahren 1858 und 1865 erwarb die britische Krone die drei Inseln Great Mercury Island (Ahuahu), Stanley Island (Kawhitu) und Double Island (Moturehu). In den späten 1970er Jahren verkaufte die neuseeländische Regierung die Insel Great Mercury Island, die sich seitdem in Privatbesitz befindet.

## Besitzverhältnisse
Die Insel befindet sich im Privatbesitz von Sir Michael Fay und David Richwhite, zwei der reichsten Bewohner des Landes, ist aber für die Öffentlichkeit zugänglich.
Ein Anwesen, das sich im nördlichen Teil der Insel befindet und am Huruhi Harbour liegt, kann für 20.000 NZ$ pro Tag gemietet werden.

## Pest Free
Wie auf vielen Inseln Neuseelands wurden durch die Europäer des 19. Jahrhunderts Katzen, Ratten und andere in Neuseeland nicht heimische Tiere eingeschleppt, die in der Tierwelt Neuseelands großen Schaden verursachten und teilweise noch tun. Das Department of Conservation versucht deshalb seit Jahren Insel für Insel von diesen schädigenden Tieren zu befreien. In einem sechsmonatigen Programm, das vom Winter 2015 bis zum Frühjahr 2016 dauerte, konnten die Wildhüter Katzen und Ratten von Great Mercury Island entfernen und nach einem zweijährigen Überwachungsprogramm die Insel im Mai 2016 für Pest Free erklären, wie es in Neuseeland genannt wird. Seit dieser Zeit erholt sich die heimische Tierwelt wieder.
Besitzer von Schiffen und Boten, die auf Great Mercury Island anlegen, müssen nun seit Jahren darauf achten, dass ihre Gefährte ebenfalls frei von schädigenden Tieren sind.